# رود چامبال
رود چَمبَل رودی است که به رود جمنا / یمونا می‌ریزد. این رود در کشور هند می‌گذرد.